# موزه شهر هلسینکی
۶۰°۱۰′۰۸″ شمالی ۰۲۴°۵۷′۱۵″ شرقی / ۶۰٫۱۶۸۸۹°شمالی ۲۴٫۹۵۴۱۷°شرقی
موزه شهر هلسینکی (فنلاندی: Helsingin kaupunginmuseo، سوئدی: Helsingfors stadsmuseum) یک موزه عکس و میراث فرهنگی است که در خیابان الکسانترینکاتو واقع در محله کرونون‌هاکا و در کنار میدان سنا در شهر هلسینکی پایتخت فنلاند قرار دارد.
موزه شهر هلسینکی پس از بازسازی در ۱۳ مه ۲۰۱۶ بازگشایی و در سال ۲۰۱۷ به عنوان موزه سال انتخاب شد.

## پیشینه
ایده تأسیس موزه شهر هلسینکی مربوط به دهه اول قرن بیستم است. حفظ تاریخ هلسینکی به عنوان پایتخت فنلاند و ثبت و حفاظت از میراث معنوی، مادی و معماری این شهر از مهمترین ماموریت‌های تعریف شده برای این موزه است که در سال ۱۹۱۲ تدوین شده‌است. موزه شهر هلسینکی در تاریخ ۱۵ دسامبر ۱۹۱۲ رسماً افتتاح گردید. 
این موزه همچنین به عنوان موزه مرکزی اوسیما با مأموریت ترویج و هدایت فعالیت‌های موزه‌های منطقه عمل می‌کند.
مجموع عکس‌های این موزه بیش از یک میلیون قطعه است. از سینّه براندر، عکاس فنلاندی در حدود ۴۵۰۰۰۰ قطعه عکس مربوط به دو دهه اول شهر هلسینکی موجود است. او از سال ۱۹۰۶ تا ۱۹۲۰ توسط انجمن شهر این مأموریت را داشت تا با عکاسی و ثبت تغییرات شهری میراث فرهنگی هلسینکی را ثبت کند.

## نگارخانه

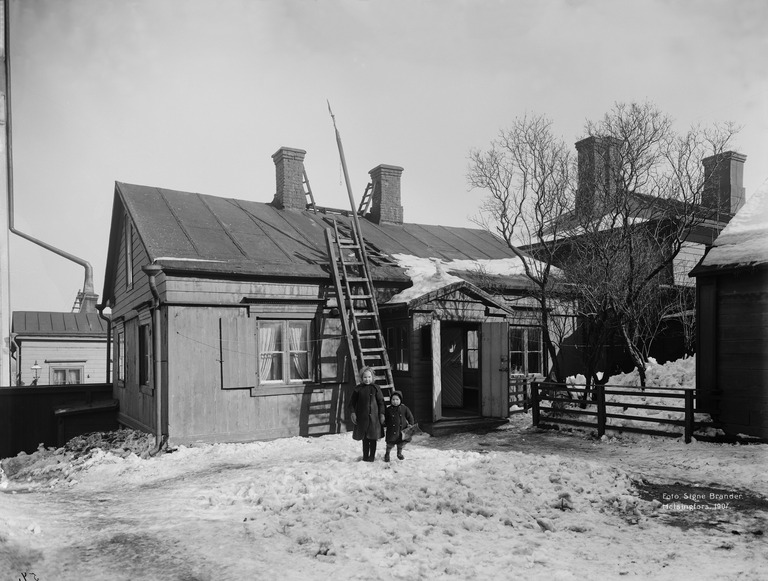
نمونه عکس از سینّه براندر
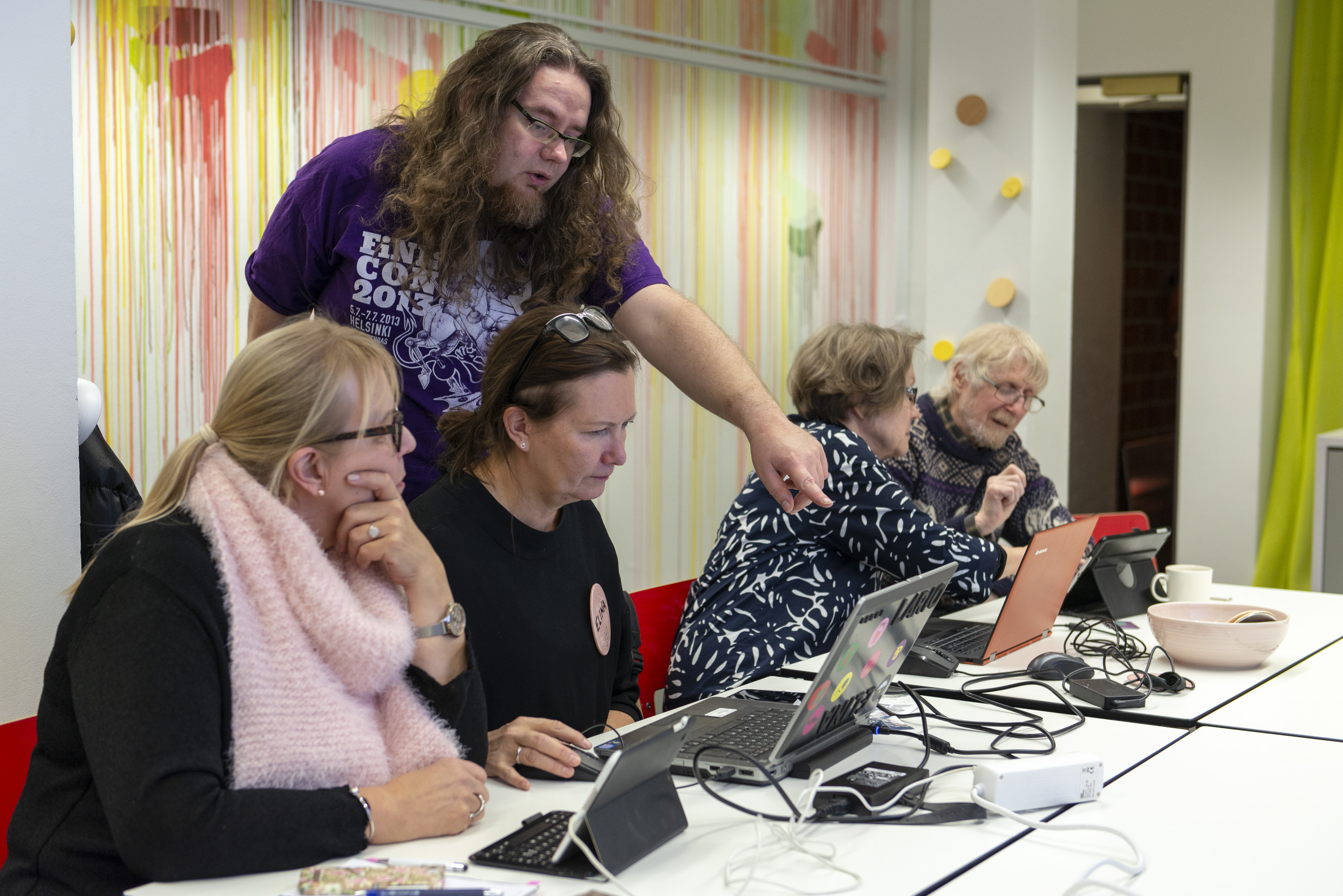
یک کارگاه آموزشی ۲۰۱۸
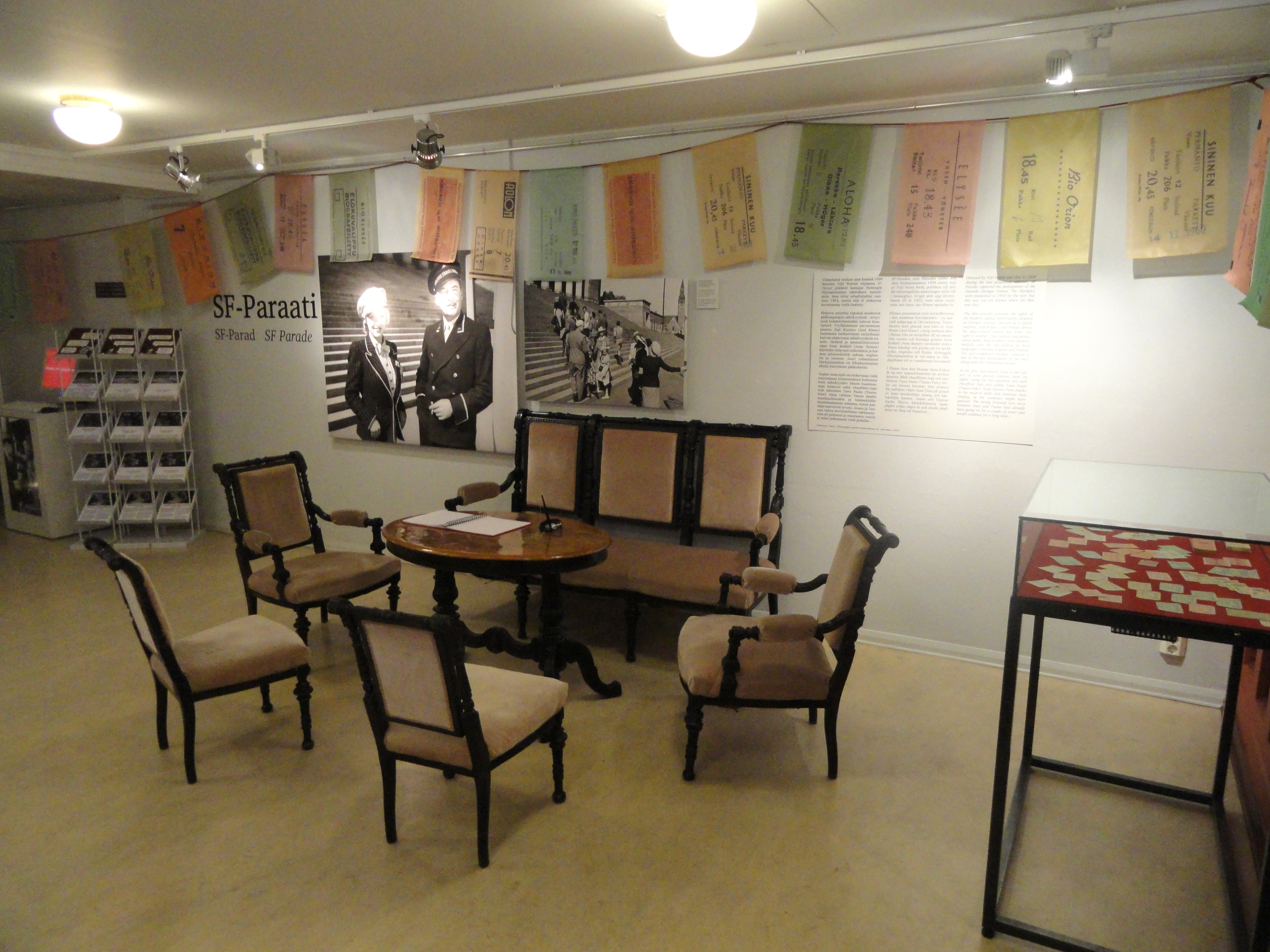
محوطه نشستن در موزه
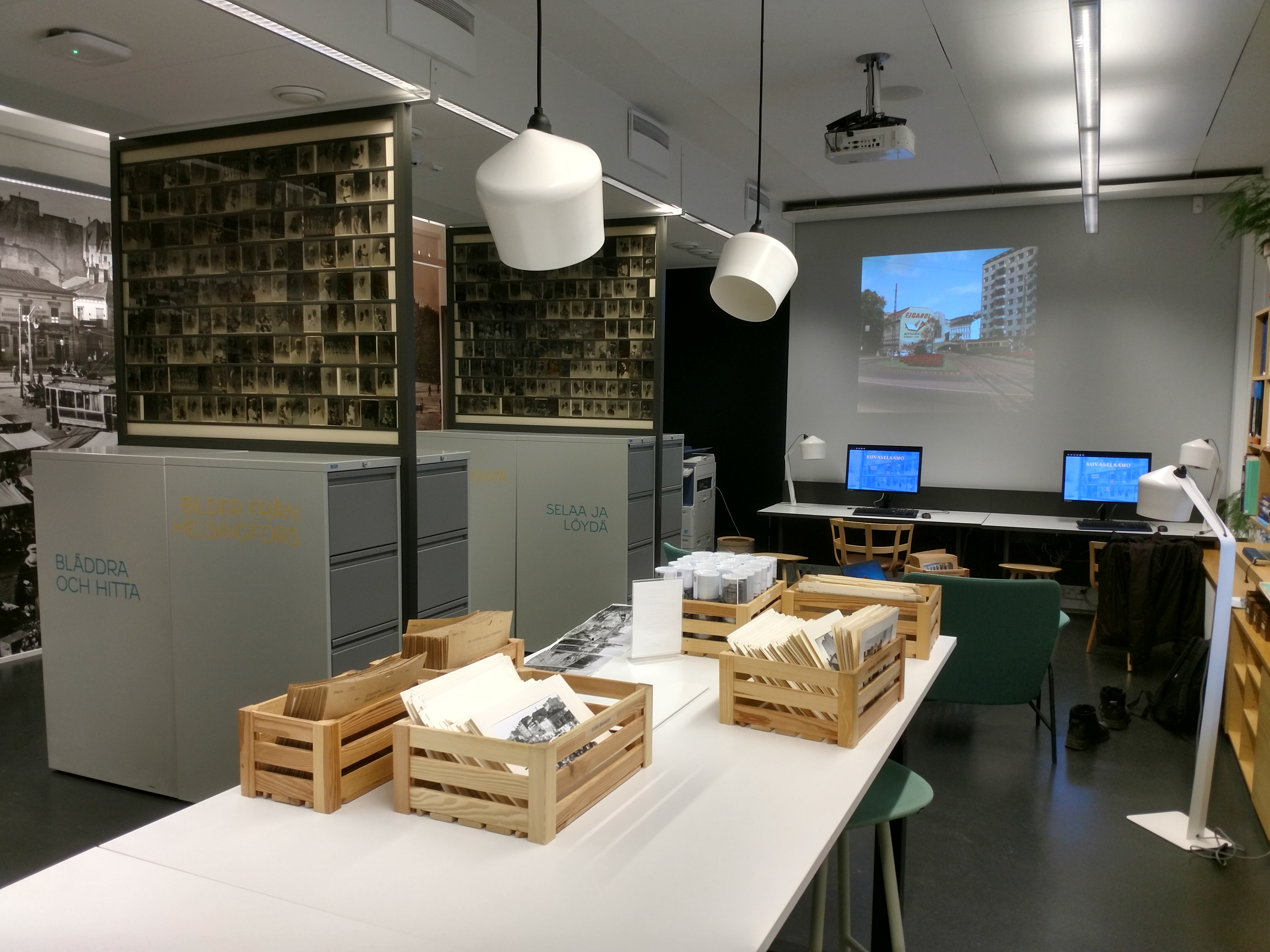
آرشیو عکس موزه شهر هلسینکی